# Bohus Zoltán
Bohus Zoltán (Endrőd, 1941. december 21. – Budapest, 2017. november 23.) a Nemzet Művésze címmel kitüntetett, Kossuth-díjas magyar szobrászművész, üvegtervező, egyetemi tanár.

## Életpályája
Szülei: Bohus János és Varga Jolán. 1948-ban családjával Békéscsabára költözött. 1960-ban érettségizett. 1961–1966 között a Magyar Iparművészeti Főiskola díszítő-festő szakos hallgatója volt, ahol Z. Gács György tanította. 1966–1978 között a Magyar Iparművészeti Főiskola tanársegédje volt. 1978–1993 között az üveg szak vezetője, 1990–1993 között egyetemi docens volt. 1993–2010 között a Moholy-Nagy Művészeti Egyetem címzetes egyetemi tanára volt. 1993–1996 között Szilikát Tanszék vezetője, 1996–2010 között a Szilikát Tanszék Üveg szakának vezetője volt.

## Magánélete
1970-ben házasságot kötött Lugossy Mária magyar ötvös-, szobrász-, üvegtervező- és éremművésszel. Három gyermekük született; Áron (1971), Eszter (1979) és Réka (1992).

## Kiállításai
| - 1972, 1974, 1976, 1981, 1996, 1998, 2002, 2006 Budapest - 1975, 1998 Győr - 1977 Hajdúszoboszló, Eger - 1978 Salgótarján, Dunaújváros, Celldömölk - 1979 Diósgyőr - 1980 Varsó - 1982 Balatonboglári kápolna (Albert Zsuzsával) - 1984 Bécs - 1985 New York, Pécs, Kaposvár - 1986, 1992 Párizs - 1988 Tihany - 1989 Detroit - 1990, 1996 Hamburg - 1991 Tokió - 1993 Hága - 1999 New York - 2001 Sopron - 2004 Békéscsaba - 2005 London - 2009 Miskolc | - 1970, 1984 Miskolc - 1972 Szeged - 1974–1975, 1977–1978, 1981–1982, 1984, 1987, 1989, 1991, 1994–1995, 2000–2001, 2004–2005 Budapest - 1975 Esztergom - 1976 Pécs, Berlin - 1977 Padova, Sopron - 1979 Helsinki, Stockholm, Firenze, Milánó - 1980 Düsseldorf, Monza - 1981 Padova, Stockholm - 1982 Hamburg, Moszkva, Leningrád - 1983 Madrid, Lisszabon, Hága - 1984 London, Monza - 1985, 1989 Hága - 1986 Chicago - 1987 München, Detroit, New York - 1988 Detroit, Dublin - 1989 Berlin, Detroit - 1990 Düsseldorf, Brüsszel, Tihany - 1991 Párizs, Detroit, Pécs - 1992 Párizs, Mexikóváros, Békéscsaba - 1993 Szentendre - 1997 Tihany, Pécs - 1998 Veszprém, Luxemburg, Detroit, Győr, Százhalombatta, Madrid - 1999 Madrid - 2000 Detroit, New York - 2002 Kaposvár, Pécs - 2003 Veszprém - 2004 Gödöllő, Orosháza - 2005 Kecskemét - 2012 Régi Művésztelepi Galéria, Szentendre; Ámos Imre és a XX. század - kortárs összművészeti kiállítás - 2013 Dunaszerdahely, Kortárs Magyar Galéria; Pécs, Fő téri Galéria; Berlin, Collegium Hungaricum Berlin; Budapest, Rumbach Sebestyén utcai zsinagóga - Ámos Imre és a XX. század - kortárs összművészeti kiállítás |

## Művei

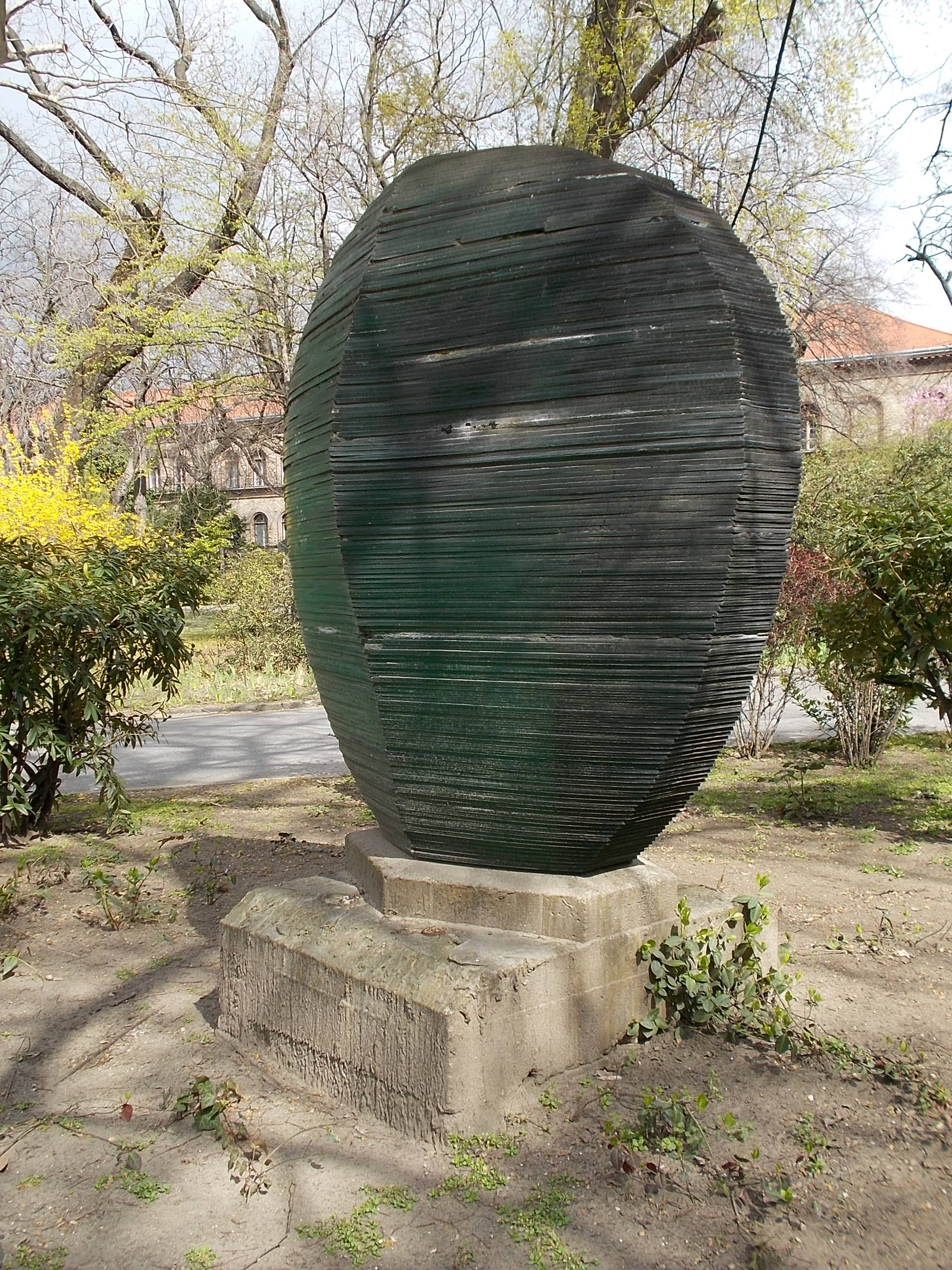
Budapest, Állatorvosi Egyetem, Sejt plasztika (1977)

- Budapest-Rákoskeresztúri krematórium három vörösréz kapuja (1967)
- Sopron, AFTI-irodaház krómacél (1969)
- Budapest, MÁV-jegyiroda krómacél domborműve (1974)
- Budapest, Martinelli téri Belvárosi Telefonközpont krómacél domborműve (Csiky Tiborral, 1976)
- Budapest, Állatorvosi Egyetem, Sejt plasztika (1977)
- Budapest, Mexikó úti szökőkút (Hámori Bélával, 1979)
- Békéscsaba, Tanácsköztársasági emlékmű (Mengyán Andrással, 1979)
- Pécs, Hunyor Motel üvegfala (1984)
- Budapest, Főnix bár üvegfala (1985)
- Tihany, Hotel Club Tihany, világító mennyezetplasztika (1986)
- Bronz fúga (1986)
- Belső világ (1988)
- Stratosféra II. (2000)

## Könyvei
- Üveg az építészetben (1978)
- Diplomamunkák (1986)
- Szilikát szak a főiskolán (1994)
- Fényterek. Az első 40 évem; Iparművészeti Múzeum, Bp., 2006

## Díjai, kitüntetései
- a kasseli Glaskunst díja (1981)
- Munkácsy Mihály-díj (1984)
- a pécsi kisplasztikai biennálé nagydíja (1991)
- Érdemes művész (1997)
- Széchenyi professzori ösztöndíj (1999–2002)
- Hungart-díj (2010)
- Kossuth-díj (2014)
- A Nemzet Művésze (2014)
- Budapestért díj (2016)[3]